# Quận Tuscaloosa, Alabama
Quận Tuscaloosa là một quận thuộc tiểu bang Alabama, Hoa Kỳ.
Nó được đặt tên theo từ trưởng Choctaw Tuskaloosa. Trong năm 2009, dân số ước tính đạt 184.035 người. Năm 2000, dân số là 164.875 người.
Quận này là lớn thứ hai trong tiểu bang về diện tích (chỉ sau quận Baldwin) và lớn thứ sáu về dân số (sau các quận Jefferson, Điện thoại di động, Madison, Montgomery, và Shelby).
Thủ phủ và thành phố lớn nhất là Tuscaloosa, là thủ phủ bang giai đoạn 1826-1845. Quận Tuscaloosa cũng là quận lớn nhất ở khu vực thống kê đô thị Tuscaloosa, Alabama.